# Браун з Гарварду (фільм)
«Браун з Гарварду» (англ. Brown of Harvard) — американська мелодрама режисера Джека Конуея 1926 року.

## Сюжет
Зарозумілий і впевнений у собі Том Браун вступив до Гарварду. Незабаром він стає конкурентом Бобу Макандру: як футболіст, як весляр, а також через любов до Мері Ебботт, дочки вчителя.

## У ролях
- Вільям Гайнс — Том Браун
- Джек Пікфорд — Джим Дулітл
- Мері Брайан — Мері Ебботт
- Ральф Бушмен — Боб МакЕндрю
- Мері Елден — місіс Браун
- Девід Торренс — містер Браун
- Едвард Коннеллі — професор Ебботт
- Гуїнн «Біг бой» Вільямс — Uел Волтерс
- Дональд Рід — Реджі Сміт